# Euplectrus scapus
Euplectrus scapus is een vliesvleugelig insect uit de familie Eulophidae. De wetenschappelijke naam is voor het eerst geldig gepubliceerd in 2007 door Yefremova.